# Усердие (бриг, 1826)
«Усердие» — бриг Балтийского флота России.

## Описание брига
Парусный деревянный бриг, один из одиннадцати бригов типа «Охта». Длина брига по сведениям из различных источников составляла от 30,12 до 30,2 метра, ширина от 9,35 до 9,7 метра, а осадка от 3,9 до 4,57 метра. Вооружение судна состояло из двадцати 24-фунтовых карронад и двух 6-фунтовых пушек.

## История службы
Бриг «Усердие» был заложен 15 (27) ноября 1826 года на стапеле Охтенской верфи в Санкт-Петербурге и после спуска на воду в один день с однотипным бригом «Охта» 30 апреля (12 мая) 1827 года вошёл в состав Балтийского Флота России. Строительство вёл кораблестроитель в звании полковника Корпуса корабельных инженеров В. Ф. Стокке.
10 июля 1827 года в составе отряда из 3-х бригов под командованием капитан-лейтенанта А. И. Селиванова вышел из Кронштадта в Средиземное море. В районе острова Сардиния отделился от отряда и пошёл в Мессину, а 30 ноября прибыл в Ла-Валлетту к эскадре контр-адмирала графа Л. П. Гейдена, а 9 декабря ушёл в Смирну с бароном Боленом на борту.
Принимал участие в русско-турецкой войне 1828—1829 годов. 20 апреля 1828 года вошёл в состав отряда капитана 1-го ранга И. И. Свинкина и вместе с ним ушёл в крейсерство к Наварину, Корону и Модону. В январе 1829 года в составе эскадры контр-адмирала П. И. Рикорда принимал участие в блокировке пролива Дарданеллы, после чего ушёл на килевание на Порос.
17 января 1830 года в составе эскадры контр-адмирала М. П. Лазарева ушёл в Россию и к 12 мая прибыл в Кронштадт. В 1830–1833, 1835, 1836, 1838, 1839 и 1843 годах выходил в практические плавания в Балтийское море, Финский и Ботнический заливы. В сентябре 1831 года вместе с бригом «Феникс» принимал участие в поисках пропавшей без вести у мыса Дагерорт шхуны «Стрела». В 1834 году подвергся тимберовке в Кронштадте. 3 июля 1836 года принимал участие в торжественной встрече Балтийским флотом ботика Петра I на Кронштадтском рейде. В 1840, 1842 и 1844 годах на бриге выполнялись гидрографические работы в Финском заливе. В 1841 году выходил в практические плавания для ознакомления молодых офицеров корпуса штурманов с портами Балтийского моря.
В 1845 году бриг «Усердие» был разобран в Кронштадте.

## Командиры брига
Командирами брига «Усердие» в состае Российского императорского флота в разное время служили:
- И. И. Кадьян (1827 год).
- М. Д. Анненков (1828—1830 год).
- А. К. Леонтович (1831—1832 год).
- М. Н. Аболешев (1833 год).
- В. П. Сурков (1835—1836 год).
- А. А. фон Моллер (1837—1838 год).
- B. C. Нелидов (1839—1843 год).
- В. А. Дуванов (1844 год).

## Память
В честь брига названа одноимённая банка в Финском заливе Балтийского моря, название банке было присвоено в 1842—1844 годах.